# Rugby in carrozzina ai XV Giochi paralimpici estivi
Il torneo di rugby in carrozzina dei XV Giochi paralimpici estivi si è svolto dal 14 al 18 settembre 2016 presso la HSBC Arena e — come i precedenti — è stato disputato solo da squadre miste, ossia composte da atleti maschili e femminili insieme.

## Calendario
| Misto | G | G | G | SF | B | F |

| G | Gironi eliminatori | SF | Semifinali | B | Finale medaglia di bronzo | F | Finale medaglia d'oro |

## Risultati

### Fase a gruppi

#### Gruppo A
| Squadra       | Pt | G | V | N | P | PF  | PS  | DP  |
| ------------- | -- | - | - | - | - | --- | --- | --- |
| Australia     | 6  | 3 | 3 | 0 | 0 | 188 | 158 | 30  |
| Canada        | 4  | 3 | 2 | 0 | 1 | 174 | 160 | 14  |
| Gran Bretagna | 2  | 3 | 1 | 0 | 2 | 152 | 135 | 17  |
| Brasile       | 0  | 3 | 0 | 0 | 3 | 125 | 186 | -61 |

| Rio de Janeiro 14 settembre 2016, ore 10:30 UTC-3 | Australia                                   | 53 – 51 referto | Gran Bretagna | Arena Carioca 1\| Arbitri: \| Pierre-Alexandre Briere Alexander Schreiner \| |
| Arbitri:                                          | Pierre-Alexandre Briere Alexander Schreiner |                 |               |                                                                              |

| Rio de Janeiro 14 settembre 2016, ore 19:15 UTC-3 | Canada                     | 62 – 48 referto | Brasile | Arena Carioca 1\| Arbitri: \| Lukasz Szymczak Brian Ward \| |
| Arbitri:                                          | Lukasz Szymczak Brian Ward |                 |         |                                                             |

| Rio de Janeiro 15 settembre 2016, ore 12:45 UTC-3 | Gran Bretagna            | 49 – 50 referto | Canada | Arena Carioca 1\| Arbitri: \| Liam Costello Mitch Carr \| |
| Arbitri:                                          | Liam Costello Mitch Carr |                 |        |                                                           |

| Rio de Janeiro 15 settembre 2016, ore 19:15 UTC-3 | Australia                     | 72 – 45 referto | Brasile | Arena Carioca 1\| Arbitri: \| Darren Roberts Jean Choiniere \| |
| Arbitri:                                          | Darren Roberts Jean Choiniere |                 |         |                                                                |

| Rio de Janeiro 16 settembre 2016, ore 12:45 UTC-3 | Brasile                           | 32 – 52 referto | Gran Bretagna | Arena Carioca 1\| Arbitri: \| Alexander Schreiner Liam Costello \| |
| Arbitri:                                          | Alexander Schreiner Liam Costello |                 |               |                                                                    |

| Rio de Janeiro 16 settembre 2016, ore 19:15 UTC-3 | Canada                    | 62 – 63 referto | Australia | Arena Carioca 1\| Arbitri: \| Darren Roberts Brian Ward \| |
| Arbitri:                                          | Darren Roberts Brian Ward |                 |           |                                                            |

#### Gruppo B
| Squadra     | Pt | G | V | N | P | PF  | PS  | DP  |
| ----------- | -- | - | - | - | - | --- | --- | --- |
| Stati Uniti | 6  | 3 | 3 | 0 | 0 | 162 | 142 | 20  |
| Giappone    | 4  | 3 | 2 | 0 | 1 | 163 | 155 | 8   |
| Svezia      | 2  | 3 | 1 | 0 | 2 | 145 | 151 | -6  |
| Francia     | 0  | 3 | 0 | 0 | 3 | 141 | 163 | -22 |

| Rio de Janeiro 14 settembre 2016, ore 12:45 UTC-3 | Stati Uniti                  | 51 – 42 referto | Francia | Arena Carioca 1\| Arbitri: \| Jean Choiniere Liam Costello \| |
| Arbitri:                                          | Jean Choiniere Liam Costello |                 |         |                                                               |

| Rio de Janeiro 14 settembre 2016, ore 16:00 UTC-3 | Giappone                  | 50 – 46 referto | Svezia | Arena Carioca 1\| Arbitri: \| Mitch Carr Darren Roberts \| |
| Arbitri:                                          | Mitch Carr Darren Roberts |                 |        |                                                            |

| Rio de Janeiro 15 settembre 2016, ore 10:30 UTC-3 | Svezia                              | 44 – 54 referto | Stati Uniti | Arena Carioca 1\| Arbitri: \| Alexander Schreiner Lukasz Szymczak \| |
| Arbitri:                                          | Alexander Schreiner Lukasz Szymczak |                 |             |                                                                      |

| Rio de Janeiro 15 settembre 2016, ore 16:00 UTC-3 | Giappone                           | 57 – 52 referto | Francia | Arena Carioca 1\| Arbitri: \| Brian Ward Pierre-Alexandre Briere \| |
| Arbitri:                                          | Brian Ward Pierre-Alexandre Briere |                 |         |                                                                     |

| Rio de Janeiro 16 settembre 2016, ore 10:30 UTC-3 | Francia                   | 47 – 55 referto | Svezia | Arena Carioca 1\| Arbitri: \| Mitch Carr Jean Choiniere \| |
| Arbitri:                                          | Mitch Carr Jean Choiniere |                 |        |                                                            |

| Rio de Janeiro 16 settembre 2016, ore 16:00 UTC-3 | Stati Uniti                             | 57 – 56 referto | Giappone | Arena Carioca 1\| Arbitri: \| Pierre-Alexandre Briere Lukasz Szymczak \| |
| Arbitri:                                          | Pierre-Alexandre Briere Lukasz Szymczak |                 |          |                                                                          |

### Fase a eliminazione diretta
|  | Semifinali  | Semifinali  | Semifinali  |             |           | Finale medaglia d'oro     | Finale medaglia d'oro     | Finale medaglia d'oro     |  |
|  |             |             |             |             |           |                           |                           |                           |  |
|  | Australia   | Australia   | 63          |             |           |                           |                           |                           |  |
|  | Australia   | Australia   | 63          |             |           |                           |                           |                           |  |
|  | Giappone    | Giappone    | 57          |             |           |                           |                           |                           |  |
|  | Giappone    | Giappone    | 57          |             | Australia | Australia                 | 59                        |                           |  |
|  |             |             |             |             | Australia | Australia                 | 59                        |                           |  |
|  |             |             | Stati Uniti | Stati Uniti | 58        |                           |                           |                           |  |
|  | Stati Uniti | Stati Uniti | Stati Uniti | Stati Uniti | 58        | 60                        |                           |                           |  |
|  | Stati Uniti | Stati Uniti |             |             |           | 60                        |                           |                           |  |
|  | Canada      | Canada      | 55          |             |           | Finale medaglia di bronzo | Finale medaglia di bronzo | Finale medaglia di bronzo |  |
|  | Canada      | Canada      | 55          |             |           |                           |                           |                           |  |
|  |             |             |             |             |           |                           |                           |                           |  |
|  |             |             |             |             |           | Giappone                  | Giappone                  | 52                        |  |
|  |             |             |             |             |           | Giappone                  | Giappone                  | 52                        |  |
|  |             |             |             |             |           | Canada                    | Canada                    | 50                        |  |

#### Semifinali
| Rio de Janeiro 17 settembre 2016, ore 12:45 UTC-3 | Stati Uniti                       | 60 – 55 referto | Canada | Arena Carioca 1\| Arbitri: \| Alexander Schreiner Liam Costello \| |
| Arbitri:                                          | Alexander Schreiner Liam Costello |                 |        |                                                                    |

| Rio de Janeiro 17 settembre 2016, ore 16:00 UTC-3 | Australia                 | 63 – 57 referto | Giappone | Arena Carioca 1\| Arbitri: \| Jean Choiniere Mitch Carr \| |
| Arbitri:                                          | Jean Choiniere Mitch Carr |                 |          |                                                            |

#### Finale medaglia di bronzo
| Arbitri: | Darren Roberts Liam Costello |

|            |       |           |
| Ikezaki 19 | Punti | Madell 35 |

#### Finale medaglia d'oro
| Arbitri: | Pierre-Alexandre Briere Alexander Schreiner |

|         |       |         |
| Batt 27 | Punti | 21 Aoki |

### Incontri per i piazzamenti finali

#### 7º/8º posto
| Rio de Janeiro 17 settembre 2016, ore 10:30 UTC-3 | Brasile                            | 54 – 59 referto | Francia | Arena Carioca 1\| Arbitri: \| Pierre-Alexandre Briere Brian Ward \| |
| Arbitri:                                          | Pierre-Alexandre Briere Brian Ward |                 |         |                                                                     |

#### 5º/6º posto
| Rio de Janeiro 17 settembre 2016, ore 19:15 UTC-3 | Gran Bretagna                  | 56 – 41 referto | Svezia | Arena Carioca 1\| Arbitri: \| Lukasz Szymczak Darren Roberts \| |
| Arbitri:                                          | Lukasz Szymczak Darren Roberts |                 |        |                                                                 |

## Podio
| Evento       | Oro       | Argento     | Bronzo   |
| Torneo misto | Australia | Stati Uniti | Giappone |

## Classifica
| Posizione | Squadra       |
| --------- | ------------- |
| 1         | Australia     |
| 2         | Stati Uniti   |
| 3         | Giappone      |
| 4         | Canada        |
| 5         | Gran Bretagna |
| 6         | Svezia        |
| 7         | Francia       |
| 8         | Brasile       |